# Stefan Rapp
Stefan Rapp (* 10. Februar 1972) ist ein ehemaliger österreichischer Fußballspieler und nunmehriger -trainer.

## Karriere

### Als Spieler
Rapp kam im Sommer 1988 in das BNZ Tirol, wo er zuerst in der U17 und dann in der U19 eingesetzt wurde. Im Sommer 1991 wurde der Mittelfeldspieler in die zweite Mannschaft des FC Swarovski Tirol übernommen. Nachdem ihm der Sprung in die erste Mannschaft des Bundesligisten nicht gelungen war, wechselte er bereits im Jänner für ein halbes Jahr zum SK Rum in die Tiroler Landesliga. Im Sommer unternahm er einen zweiten Anlauf beim FC Tirol, den er abermals im Winter 1993 verließ und zum SV Hall in die Regionalliga West wechselte. Im Sommer 1994 wurde Rapp von Trainer Helmut Kraft zum SV Wörgl geholt.
Im Sommer 1997 unterschrieb Rapp einen Profivertrag beim Zweitligisten Schwarz-Weiß Bregenz unter Trainer Srđan Gemaljević. Seinen ersten Profieinsatz hatte er am 19. Juli 1997 bei der 1:2-Heimniederlage gegen den TSV Hartberg. Der erste Treffer als Profi erzielte er am 8. März 1998 beim 6:1-Sieg gegen den FC Kufstein. In seiner ersten Saison als Profi durfte Rapp über 25 Einsätze verweisen, wobei er in jedem Spiel in der Startelf aufgeboten wurde und insgesamt drei Tore erzielte. Am 14. November 1998 musste Rapp beim 3:2-Sieg gegen den DSV Leoben seinen ersten und zugleich einzigen Ausschluss im Profibereich hinnehmen; Schiedsrichter Johann Liebert schickte ihn drei Minuten vor Schluss in die Kabine. Mit 26 Einsätzen, davon 24 in der Startformation war Rapp maßgeblich daran beteiligt, dass Schwarz-Weiß Bregenz am Ende der Saison 1998/99 der Meistertitel in der Ersten Liga und damit der Aufstieg in die Bundesliga stand. Auch in der Bundesliga stellte Rapp sein Können unter Beweis. Am Ende der Saison 1999/2000 hatte er 29 Einsätze, davon 22 in der Startelf, und 5 Tore aufzuweisen. Ein persönlicher Höhepunkt gelang Rapp dabei am 25. März 2000 im Spiel gegen den Grazer AK, in dem er mit zwei Treffern zum 3:1-Erfolg beitrug.
Eine lange Verletzungspause beendete Rapps Bundesligakarriere bei Schwarz-Weiß Bregenz. Deshalb versuchte er im Jänner 2002 beim FC Lustenau 07 in der Ersten Liga wieder Fuß zu fassen. Nachdem er unter Trainer Eric Orie lediglich zu acht Einsätzen gekommen war, verließ er im Sommer 2002 die Vorarlberger und wechselte zur Spielgemeinschaft WSG Wattens/FC Wacker Tirol in die Regionalliga West. Dies auch, weil ihm dort ein beruflicher Weg als Feinmechaniker bei der Firma Swarovski angeboten wurde. Mit Wattens/Wacker gelang ihm unter Trainer Michael Streiter der Gewinn des Meistertitels in der Regionalliga West und durch den Sieg in der Relegation gegen den SV Schwechat der Aufstieg in die 2. Liga.
Nachdem nach dem Aufstieg die Spielgemeinschaft nach nur einem Jahr wieder aufgelöst wurde und das Aufstiegsrecht durch den FC Wacker Tirol, der eine neue Mannschaft zusammenstellte, wahrgenommen wurde, hätte Rapp in der Tiroler Landesliga weiterspielen müssen. Rapp wechselte deshalb im Sommer 2003 zum SV Hall, um in der Regionalliga West weiterspielen zu können. Gleich in der ersten Saison 2003/04 unter Trainer Markus Schnellrieder wurde mit dem zweiten Platz der Meistertitel nur knapp verfehlt. Mit dem Wechsel zum unterklassigen SV Rinn im Sommer 2006 ließ Rapp seine aktive Karriere ausklingen.

### Als Trainer
Seine erste Station als Spielertrainer trat Rapp im Sommer 2007 beim SV Absam an. Im Sommer 2009 wechselte er als Trainer zum SC Schwaz. Zu dieser Zeit begann Rapp zudem seine Ausbildung als Fußballtrainer, die er mit dem Diplom als UEFA-A-Lizenz-Trainer abschloss.
Im September 2010 wurde er von Walter Kogler als Individualtrainer zum FC Wacker Innsbruck geholt. Im Jänner 2013 wurde er von Robert Hochstaffl als Co-Trainer von Fuad Đulić zum SC Ritzing in die Regionalliga Ost geholt. Bereits im Jänner 2014 trat Rapp dort die Nachfolge von Djulic als Cheftrainer an. In der Saison 2014/15 führte Rapp die Burgenländer zum Meistertitel in der Regionalliga Ost. Da den Ritzingern von der Bundesliga aufgrund der voran gegangenen Insolvenz die Lizenz verweigert wurde, durften sie nicht in die 2. Liga aufsteigen. Nachdem sich im April 2016 abzeichnete, dass den Ritzingern neuerlich die Lizenz und damit der Aufstieg in die 2. Liga – die Burgenländer waren der einzige Verein überhaupt, der Regionalliga Ost ansuchte – verweigert wird, zogen sie von sich aus, den Lizenzantrag zurück. Als Konsequenz dessen trat Rapp, der mittlerweile in Neusiedl am See sesshaft geworden ist, als Trainer des SC Ritzing zurück.
Im Juli 2017 wurde Rapp vom Kapfenberger SV für die zweite Mannschaft, die in der Landesliga Steiermark spielt, verpflichtet. Nachdem der Trainer der ersten Mannschaft Robert Pflug am 9. August 2017 aus privaten Gründen (Krankheitsfall in der Familie) und drei Niederlagen in Folge, sein Engagement zurück legte, bestellte Klubmanager Herbert Wieger Rapp kurzerhand zum Cheftrainer der Profimannschaft. Am 18. Mai 2018 wurde Rapp unmittelbar nach Schluss des Spiels gegen den Floridsdorfer AC (3:3) entlassen. Grund der Entlassung war, dass Rapp in einem Interview mit dem TV-Sender Sky-Sport Austria ankündigte, dass er nach Saisonschluss sein Engagement bei der Kapfenberger SV beenden wird.
Im Jänner 2019 wurde er Trainer des Regionalligisten SC-ESV Parndorf 1919. Mit Parndorf stieg er am Ende der Saison 2018/19 aus der Regionalliga Ost ab. Daraufhin verließ er die Burgenländer.
Im August 2019 wurde er Trainer des viertklassigen ASKÖ Oedt, beendete aber im Sommer 2020 sein Engagement bei den Oberösterreichern.
Im Dezember 2021 unterzeichnete er einen Vertrag beim SC Neusiedl am See, bei dem er ab 1. Jänner 2022 die Trainerstelle in der Regionalliga übernahm.

## Erfolge

### Als Spieler
- 1998/99 Meister der Ersten Liga mit Schwarz-Weiß Bregenz
- 2002/03 Meister der Regionalliga West mit der SpG WSG Wattens-FC Wacker Tirol

### Als Trainer
- 2014/15 Meister der Regionalliga Ost mit dem SC Ritzing